# Autochloris patagiata
Autochloris patagiata là một loài bướm đêm thuộc phân họ Arctiinae, họ Erebidae.